# HD 131399
HD 131399 è un sistema stellare triplo situato nella costellazione del Centauro, a 318 anni luce dal sistema solare. Di magnitudine 7,07, la stella principale del sistema, HD 131399 A, è una stella bianca di sequenza principale.

## Osservazione
Essendo di magnitudine 7 la stella non è osservabile a occhio nudo, ma è necessario almeno un binocolo per poterla scorgere.
La sua posizione moderatamente australe fa sì che questa stella sia osservabile preferibilmente dall'emisfero sud della Terra, in cui si mostra alta nel cielo nella fascia temperata e diventa circumpolare più a sud della latitudine 56º S, mentre dall'emisfero boreale essa è visibile da tutte le zone più a sud della latitudine 56º N. La sua magnitudine pari a 2,18 le consente di essere scorta con facilità anche dalle aree urbane di moderate dimensioni affette da inquinamento luminoso.

## Caratteristiche del sistema
La componente principale del sistema è una stella bianca di sequenza principale di classe A1, molto giovane (16 milioni di anni), più grande e calda del Sole e con una massa superiore dell'80%, paragonabile ad esempio a Sirio o Vega. Le altre due stelle del sistema orbitano una attorno all'altra, separate da 10 UA, mentre entrambe orbitano attorno alla componente A ad una distanza di circa 300 UA.

## Presunto pianeta
Il pianeta era stato scoperto nel 2016 tramite lo strumento VLT-SPHERE del Very Large Telescope dell'European Southern Observatory, in Cile.
Si trattava del primo pianeta scoperto da SPHERE e uno dei pochi pianeti individuati tramite rilevamento diretto. Il pianeta è di tipo supergioviano con una massa circa 4 volte quella di Giove, e orbita in circa 550 anni ad una distanza media di 80 UA dalla stella. Nel maggio 2017, osservazioni effettuate con il Gemini Planet Imager e nuove analisi dei dati di SPHERE hanno concluso che in realtà l'oggetto era una debole stella di fondo.